# Святий Джон із Лас-Вегаса
«Святий Джон із Лас-Вегаса» (англ. Saint John of Las Vegas) — американська комедія-драма 2009 року режисера Г'ю Роудса. У головних ролях: Стів Бушемі, Романі Малко, Сара Сільверман та Пітер Дінклейдж. Світова прем'єра відбулася 10 червня 2009 року.

## Сюжет
Джон успішно працює у страховій фірмі. Хлопець непогано заробляє, але у нього є слабкість, яка дуже заважає йому жити. Наш герой — гравець із великої літери. Він просто втрачає розум, коли бачить казино, і не може зупинитися, доки не програє усю готівку. Через свою пристрасть Джону доводиться змінити місце проживання і виїхати подалі від Лас-Вегаса, але, на нещастя, бос збирається відправити когось саме туди у відрядження… Джону належить розслідувати обставини події, у результаті якої стриптизерка отримала виробничу травму і тепер прикута до інвалідного візка. Стриптизерка вимагає компенсації втрачених заробітків і страховому агенту необхідно відновити детальну картину того, що сталося. Чи зможе Джон встояти перед спокусами, коли повернеться у місто казино і гріха?..

## У ролях
| Актор             | Роль                        |
| ----------------- | --------------------------- |
| Стів Бушемі       | Джон                        |
| Романі Малко      | Вьорджил слідчий            |
| Сара Сільверман   | Джилл колега Джона          |
| Пітер Дінклейдж   | містер Таунсенд бос Джона   |
| Джессі Гарсіа     | рейнджер                    |
| Джон Чо           | Смітті «факел» на карнавалі |
| Тім Блейк Нельсон | Нед голий активіст          |
| Меттью Макдаффі   | Люцифер                     |
| Еммануель Шрікі   | Тейсті Ді Лайт стриптизерка |
| Бен Зеллер        | власник стоянки вантажівок  |
| Авіва Бауманн     | Пенні                       |
| Денні Трехо       | Бісмарк                     |

## Ролі дублювали
- Андрій Казанцев — Джон
- Андрій Бархударов — Верджил
- Жанна Ніконова — Джилл
- Олександр Новиков — містер Таунсенд